# Xian de Tengchong
Le xian de Tengchong (腾冲县 ; pinyin : Téngchōng Xiàn) est un district administratif de la province du Yunnan en Chine. Il est placé sous la juridiction de la ville-préfecture de Baoshan.

## Démographie
La population du district était de 584 117 habitants en 1999.

## Personnalité
- Augustus Raymond Margary (1846-1875), diplomate et explorateur britannique, y est assassiné.